# Östergötlands runinskrifter 101
Östergötlands runinskrifter 101 är två försvunna vikingatida runstensfragment som funnit i Skönberga prästgård, Skönberga socken och Söderköpings kommun. De två fragmenten utgjorde delar av samma runsten och fanns på 1870-talet i en farstubro.

## Inskriften
Translitterering av runraden:
[... litu · kiar... ... · iskii ...]
Normalisering till runsvenska:
... letu gær[a] ... Æskel ...
Översättning till nusvenska:
... läto göra ... Æskil ...